# 細川政之助

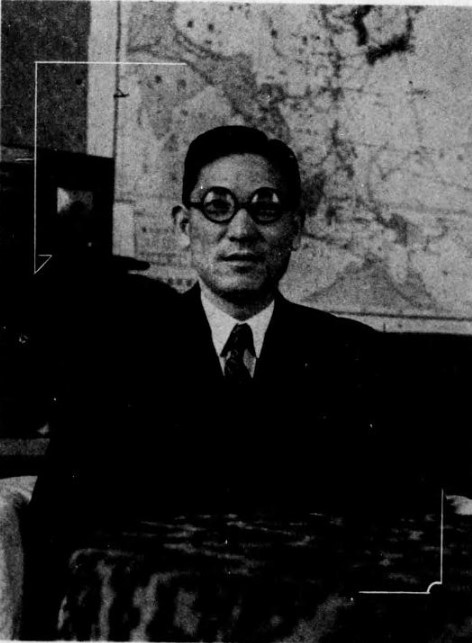
細川政之助

細川 政之助（ほそかわ まさのすけ、1898年（明治31年）10月15日 - 1990年（平成2年）4月18日）は、日本の商工官僚、実業家、弁理士。細川特許事務所長。

## 人物
富山県人・細川次郎左衛門の二男。1924年、東京帝国大学法学部政治科を卒業。商工省に入る。特許局事務官、鉱山監督局書記官等を経て、大阪鉱山監督局長、技術院審判部長等を歴任。
退官後日本金属常務専務を経て1947年、日本歯科機材社長に就任。趣味はゴルフ、旅行。宗教は仏教。東京在籍で、住所は東京大田区田園調布、同区北千束。

## 家族・親族
細川家
- 父・次郎左衛門[5]
- 妻・まつゑ（1907年 - ?、富山、鹿熊久安の三女[3]、あるいは二女[2][5]）
- 男（1931年 - ）[2][5]
- 二男（1936年 - ）[3][5]
- 長女（1929年 - ）[2][5]

親戚
- 妻の父・鹿熊久安（富山県農会長、富山県会議長）
- 妻の弟・鹿熊安正（参議院議員、富山県議会議長）